# Super Gas Bike
Super Gas Bike är en motorcykelklass inom dragracing där förarna kör mot en förutbestämt index 9,50 sekunder på 402 meter eller 6,20 på 201 meter. Man kvalar genom att den som kört närmast över index blir kval 1:a, näst närmast över index kval 2:a osv. Förarna startar i en utslagningstävling där den med den bästa kvaltiden möter den med den långsammaste i det första heatet.
Reglerna är enkla och man får trimma motorn och modifiera ramen fritt. Man får inte använda wheelebars. Minsta mönsterdjup på däcken är 2mm om de inte är slicks.